# 카랭 비아르
카린 비아르(프랑스어: Karin Viard, 1966년 1월 24일 ~ )는 프랑스의 배우이다.

## 출연 작품
- Tatie Danielle (1990)
- 델리카트슨 사람들 (1991)
- 맥스와 제레미 (1992)
- 이별 (1994, La Séparation)
- Le Fils préféré (1994)
- 증오 (1995)
- 위험한 외도 (1995, Adultère (mode d'emploi))
- 줄리엣을 위하여 (1999, Haut les cœurs !)
- 새로운 이브 (1999, La Nouvelle Ève)
- 파리에서 마지막 키스 (1999, Les Enfants du siècle)
- 마법같은 이야기 (2000, La Parenthèse enchantée)
- 시간의 사용 (2001, L'Emploi du temps)
- 당신이 원하는 이에게 키스하세요 (2002, Embrassez qui vous voudrez)
- 삶의 역할 (2004, Le Rôle de sa vie)
- 아이들 (2005, Les Enfants)
- 랑페르 (2005)
- 액스, 취업에 관한 위험한 안내서 (2005)
- 당신은 나의 베스트셀러 (2006, Les Ambitieux)
- 진실 혹은 모두 (2007, La Vérité ou presque)
- 숨겨진 얼굴 (2007, La Face cachée)
- 사랑을 부르는, 파리 (2008)
- Les Derniers Jours du monde (2009)
- 현모양처 (2010)
- Rien à déclarer (2010)
- 경찰들 (2011)
- 러브 이즈 크라임 (2013)
- 미라클 벨리에 (2014)
- 롤로 (2015, Lolo)
- 패티와의 스물 하룻 밤 (2015, Vingt et une nuits avec Pattie)
- 더 비지터: 리턴즈 (2016, Les Visiteurs : La Révolution)
- Jalouse (2017)
- 베카신! (2018)
- Les Chatouilles (2018)
- 퍼펙트 내니 (2019, Chanson douce)
- 세상의 기원 (2020, L'Origine du monde)